# Open Sound Control
Open Sound Control (OSC) — пакетный протокол для коммуникации мультимедийных устройств (электронные музыкальные инструменты, особенно синтезаторы, компьютеры и т. д.). OSC был создан, чтобы расширить возможности утверждённого в 1983 году протокола MIDI, который в настоящее время многими признается устаревшим. Являясь сетевым протоколом, OSC позволяет мультимедийным устройствам взаимодействовать по локальной IP-сети (TCP/IP, Ethernet), или через интернет. Для передачи используются протоколы транспортного уровня UDP или TCP. Протокол оптимизирован для работы на широкополосных соединениях, что позволяет устройствам осуществлять многие операции взаимодействия в реальном времени, что ранее было невозможно из-за задержек MIDI-протокола.
Некоторые примеры программ, использующих OSC:
- ChucK
- CSound
- EyesWeb
- Isadora (v.1.1)
- Max/MSP
- Pure Data
- Reaktor
- SuperCollider
- Squeak
- Traktor DJ Studio
- VVVV
- Mxwendler
- REAPER
- Renoise

Некоторые примеры устройств, использующих OSC:
- Lemur Input Device
- Monome 40h
- Kiss-Box
- Monaka